# Дума Ханты-Мансийского автономного округа — Югры
Дума Ханты-Мансийского автономного округа — Югры — высший и единственный законодательный (представительный) орган государственной власти Ханты-Мансийского автономного округа — Югры. Дума Ханты-Мансийского автономного округа — Югры была сформирована в 1994 году в соответствии с Конституцией Российской Федерации.

## Созывы

### I созыв
Первое заседание состоялось 6 апреля 1994 года. Председателем думы был избран Сергей Собянин. Первая Дума занималась преимущественно формированием правовых основ государственного и муниципального строительства Ханты-Мансийского автономного округа.
20 января 1995 года состоялось первое заседание объединенного совета Дум: Тюменской областной Думы, Думы Ханты-Мансийского автономного округа и Государственной Думы Ямало-Ненецкого автономного округа.

### II созыв
Второй созыв думы выбирали в октябре 1996 года.

### III созыв
Выборы в Дума третьего созыва состоялись 14 января 2001 года.

### IV созыв
Четвёртый созыв думы выбирали 12 марта 2006 года. Явка составила 43 %. По партийным спискам за «Единую Россию» проголосовали 55 % избирателей, за ЛДПР — 10,53 %, КПРФ — 9,24 %, Российской партии пенсионеров — 9,07 %, за Союз правых сил отдали всего 2 % голосов (партия не преодолела 5%-барьер).

### V созыв
Дума пятого созыва была избрана 13 марта 2011 года на пять лет в составе 35 депутатов. Спикером был избран Борис Хохряков. По итогам выборов «Единая Россия» набрала 44,07 % голосов, ЛДПР — 23,56 %, «Справедливая Россия» — 13,88 %, КПРФ — 13,38 %.
Из общей численности депутатов избраны: 18 депутатов Думы пятого созыва по единому избирательному округу пропорционально числу голосов, поданных за списки кандидатов в депутаты, выдвинутых избирательными объединениями, избирательными блоками, 14 депутатов избраны по одномандатным территориальным избирательным округам, три депутата, по единому трёхмандатному избирательному округу. Эти три депутата представляют коренные малочисленные народы севера в Думе, образуя Ассамблею коренных народов. В 2001—2006 годы из КМНС избиралось пять депутатов. С 2006 года из Ассамблеи коренных народов избиралось 3 депутата.

### VI созыв
18 сентября 2016 года состоялись выборы в Думу VI созыва. 19 человек избирались по партийным спискам, 19 человек — по одномандатным округам. «Единая Россия» получила 46,58 % голосов избирателей, ЛДПР — 25,38 %, КПРФ — 11,64 %, «Справедливая Россия» — 8,21 %, «Партия Роста» — 1,88 %, «Патриоты России» — 1,42 %. В новом составе из 38 депутатов 28 человек представляют партию «Единая Россия», шесть являются членами ЛДПР, трое — КПРФ и ещё один депутат избрался от «Справедливой России». Первое заседание шестого созыва Думы ХМАО состоялось 6 октября 2016 года.
- Айпин, Еремей Данилович
- Айсин Ринат Рафикович
- Андреев, Алексей Владимирович
- Великий Сергей Станиславович
- Винников Игорь Викторович
- Дубов Вячеслав Владимирович
- Елишев Сергей Евгеньевич
- Жуков Василий Михайлович
- Западнова Наталья Леонидовна
- Зацепин Олег Геннадьевич
- Зеленский Александр Александрович
- Кандаков Илья Сергеевич
- Кочкуров Сергей Алексеевич
- Малышкина Любовь Альфредовна
- Марков Евгений Владимирович
- Мещангин Александр Фёдорович
- Миляев Андрей Николаевич
- Михалко Леонид Владимирович
- Новьюхов Александр Вячеславович
- Осадчук Андрей Михайлович
- Проводников Руслан Михайлович
- Пыталев Степан Владимирович
- Савинцев Алексей Владимирович
- Сазонов Олег Анатольевич
- Салахов Валерий Шейхевич
- Сальников Александр Иванович
- Семенов Владимир Николаевич
- Сердюк Михаил Иванович
- Созонов Пётр Михайлович
- Сысун Виктор Богданович
- Ташланов Николай Владимирович
- Тульников Сергей Константинович
- Урванцева Ирина Александровна
- Филатов Андрей Сергеевич
- Филипенко Александр Васильевич
- Филипенко Василий Александрович
- Фоменко Владислав Владимирович
- Хохряков, Борис Сергеевич

## Руководство
- Хохряков Борис Сергеевич — председатель
- Западнова Наталья Леонидовна — Заместитель председателя Думы
- Сальников Александр Иванович — заместитель председателя Думы
- Айпин Еремей Данилович — заместитель председателя — председатель Ассамблеи представителей коренных малочисленных народов Севера

## Представительство вСовете Федерации
- Новьюхов, Александр Вячеславович — с 7 ноября 2021 года

## Квота
Особое место в законодательной базе этнополитики ХМАО принадлежало закону «О порядке проведения съезда коренных малочисленных народов Севера по выдвижению кандидатов в депутаты Думы Ханты–Мансийского автономного округа по единому шестимандатному национально–территориальному избирательному округу». Этот закон гарантирует политическое представительство  представителей коренных малочисленных народов в системе  представительной власти округа. Дело в том,  что ханты и манси вместе взятые составляют всего 1,9% населения округа, согласно данным переписи населения 2002 года.  В такой ситуации обеспечить представительство малых народов в органах исполнительной власти путем обычных избирательных процедур не представляется возможным. Поэтому вся территория ХМАО объединена в единый многомандатный округ, на территории которого избираются шесть депутатов из числа малых народов в Думу округа (всего в Думе 25 депутатов). Эти депутаты вместе взятые  составляют Ассамблею коренных малочисленных народов ХМАО,  и председатель этой Ассамблеи по закону является заместителем  председателя Думы. Названный закон очень четко и детально характеризует регламент съезда коренных малочисленных народов, чего нет ни в одном другом региональном законодательном акте, касающемся этнического представительства. В 2015 году отменили квоту для КМНС.